# ثرلو برگن
ثِـرلو برگن (انگلیسی: Thurlow Bergen، ‏ ۱۴ ژانویهٔ ۱۸۷۵ – ۱ مهٔ ۱۹۵۴) بازیگر اهل ایالات متحده آمریکا بود.
از فیلم‌هایی که وی در آن‌ها نقش داشته‌است، می‌توان به برنده بخت‌آزمایی، شهر و لکه ننگ اشاره نمود.